# Pzitsch
Der Pzitsch (belarussisch Пціч, russisch Птичь (Ptitsch)) oder Ptytsch (belarussisch Птыч) ist ein linker Nebenfluss des Prypjat in Belarus.
Der Fluss hat eine Länge von 486 km. Die Quelle des Flusses befindet sich im Rajon Dsjarschynsk in der Minskaja Woblasz, auf den Minsker Höhen (belarussisch Мінська височина), welche zum Belarussischen Höhenrücken gehört. Er kreuzt die Mahiljouskaja Woblasz und mündet in der Homelskaja Woblasz von links in den Prypjat.
Sein Wasser bezieht er überwiegend aus dem Schnee, welcher nach dem Winter schmilzt. Der durchschnittliche Wasserabfluss beträgt 48 m³/s.